# Diego Occhiuzzi
Diego Occhiuzzi (Nápoles, 30 de abril de 1981) es un deportista italiano que compite en esgrima, especialista en la modalidad de sable.
Participó en tres Juegos Olímpicos de Verano, entre los años 2008 y 2016, obteniendo en total tres medallas, bronce en Pekín 2008, en la prueba por equipos (junto con Aldo Montano, Luigi Tarantino y Giampiero Pastore) y plata y bronce en Londres 2012, en las pruebas individual y por equipos (con Aldo Montano, Luigi Tarantino y Luigi Samele), respectivamente.
Ganó cinco medallas en el Campeonato Mundial de Esgrima entre los años 2007 y 2015, y siete medallas en el Campeonato Europeo de Esgrima entre los años 2009 y 2016.

## Palmarés internacional
| Juegos Olímpicos   | Juegos Olímpicos        | Juegos Olímpicos  | Juegos Olímpicos  |
| Año                | Lugar                   | Medalla           | Prueba            |
| ------------------ | ----------------------- | ----------------- | ----------------- |
| 2008               | Pekín (China)           | Medalla de bronce | Sable por equipos |
| 2012               | Londres (Reino Unido)   | Medalla de plata  | Sable individual  |
| 2012               | Londres (Reino Unido)   | Medalla de bronce | Sable por equipos |
| Campeonato Mundial |                         |                   |                   |
| Año                | Lugar                   | Medalla           | Prueba            |
| 2007               | San Petersburgo (Rusia) | Medalla de bronce | Sable por equipos |
| 2009               | Antalya (Turquía)       | Medalla de plata  | Sable por equipos |
| 2010               | París (Francia)         | Medalla de plata  | Sable por equipos |
| 2011               | Catania (Italia)        | Medalla de bronce | Sable por equipos |
| 2015               | Moscú (Rusia)           | Medalla de oro    | Sable por equipos |
| Campeonato Europeo |                         |                   |                   |
| Año                | Lugar                   | Medalla           | Prueba            |
| 2009               | Plovdiv (Bulgaria)      | Medalla de oro    | Sable por equipos |
| 2010               | Leipzig (Alemania)      | Medalla de oro    | Sable por equipos |
| 2011               | Sheffield (Reino Unido) | Medalla de oro    | Sable por equipos |
| 2013               | Zagreb (Croacia)        | Medalla de oro    | Sable por equipos |
| 2014               | Estrasburgo (Francia)   | Medalla de oro    | Sable por equipos |
| 2015               | Montreux (Suiza)        | Medalla de plata  | Sable por equipos |
| 2016               | Toruń (Polonia)         | Medalla de plata  | Sable por equipos |